# رود پلاویتسا
رود پلاویتسا (انگلیسی: Plavitsa) یک رودخانه در استان تامبوف کشور روسیه است.